# Taphrinales
Die Taphrinales sind eine Ordnung der Schlauchpilze, deren Arten Parasiten auf Pflanzen sind. Es handelt sich um eine ursprüngliche Ordnung mit einem haploiden Hefestadium und einem dikaryontischen Hyphenstadium. Dadurch werden sie auch als Bindeglied zu ursprünglichen Ständerpilzen (Nacktbasidienartige – Exobasidiales) angesehen. Dafür sprechen auch Übereinstimmungen in der Nucleotidsequenz der 5s-ribosomalen RNA.

## Merkmale und Ökologie
Die haploiden Meiosporen werden in sogenannten Sporensäcken, die bei den Protomycetaceae auch Synasci genannt werden, gebildet und Analoga zu den Asci sind. Im Hefestadium (Sproßmycel) sind sie saprophob, wodurch sie sich in Reinkultur züchten lassen, obwohl es sich um obligat biotrophe Organismen handelt. Es wird meist kein vegetatives Myzel gebildet, auch kein Askokarp. Zwischen den Asci wird kein Gewebe gebildet. Das dikaryotische Myzel infiziert den Wirt und verbreitet sich im Wirtsgewebe. Die dikaryotischen Zellen entwickeln sich direkt zu Asci. Diese bilden am Wirt häufig eine Palisadenschicht. Die Asci sind rundlich oder ellipsoidisch und enthalten acht Sporen. Diese Sporen keimen und bilden zunächst durch Knospung ein einkerniges, hefeartiges Stadium, das saprobiontisch auf den Pflanzen lebt. Erst nach Verschmelzung zweier Zellen zum dikaryotischen Myzel wird die Pflanze befallen.

## Systematik
Zur Ordnung gehören zwei Familien und eine Gattung mit unsicherer Zuordnung. Nicht alle Autoren schließen die Protomycetaceae mit ein, sondern beziehen den Namen Taphrinales einzig auf die Taphrinaceae mit der einzigen Gattung Taphrina.
- Protomycetaceae
  - Burenia
  - Protomyces
  - Protomycopsis
  - Taphridium
  - Volkartia

- Taphrinaceae
  - Taphrina
    - Taphrina deformans, Erreger der Kräuselkrankheit
    - Taphrina betulina, siehe Hexenbesen
    - Taphrina pruni, siehe Narrenkrankheit der Pflaumen
- incertae sedis
  - Saitoëlla